# Рюте, Эмили
Эмили Рюте (нем. Emily Ruete, при рождении Сеида Сальме, араб. السيدة سالمة‎, 30 августа 1844, Каменный город, Занзибар — 29 февраля 1924, Йена) — занзибарская принцесса, вышедшая замуж за немецкого купца и принявшая протестантизм. Получила известность как автор воспоминаний «Воспоминания арабской принцессы из Занзибара» — первой известной автобиографии арабской женщины.

## Занзибар
Сеида Сальме родилась 30 августа 1844 года. Её отцом был султан Маската, Омана и Занзибара Сеид Саид, с 1840 года постоянно проживавший в Каменном городе на острове Унгуджа. Мать — черкесская наложница по имени Джильфидан. Она выросла во дворце Бет-иль-Мтони на побережье в 8 км севернее Каменного города, и свободно говорила на арабском и суахили. В 1851 году она переехала во дворец своего брата Маджида, который позже наследовал отцу как султан Занзибара. В 1853 году она с матерью переехала в дворец Бет-иль-Тани. Она самостоятельно научилась читать и писать.
В 1856 году умер Сеид Саид. Сеида Сальме, которой было 12 лет, была объявлена совершеннолетней и получила причитающееся ей наследство — плантацию и более пяти тысяч фунтов денег. В 1859 году умерла её мать, и Сеида Сальме унаследовала ещё три плантации. В том же году разгорелась борьба за власть между её братьями, Маджидом и Баргашем. Её сестра Хвала поддержала Баргаша, и Сеида Сальме, которая умела читать и писать, стала секретарём партии Баргаша. Когда последний потерпел поражение, он был сослан на два года в Бомбей, а Сеида Сальме отправилась на одну из своих плантаций. Позже она вернулась в Каменный город и примирилась с Маджидом, в результате чего отдалилась от Баргаша и Хвалы.
В Каменном городе она познакомилась с соседом, немецким купцом Рудольфом Генрихом Рюте (1839—1870) и забеременела от него. В августе 1866 года, когда её беременность невозможно было скрывать дальше, она бежала на борт британского фрегата «H.M.S. Highflyer» и получила право на проезд в Аден. В Адене она приняла протестантизм, взяла имя Эмили и 30 мая 1867 года вышла замуж за Рудольфа Рюте. В декабре 1866 года родился её сын Генрих, который умер ещё до прибытия её будущего мужа в Аден. Затем Рюте через Францию направились в Германию и поселились в Гамбурге.

## Европа
В Гамбурге у Эмили Рюте родились ещё сын (Рудольф Саид, 13 апреля 1869 года, впоследствии писатель и журналист, умер 1 мая 1946 года) и две дочери (Антония Тавке, 24 марта 1868, и Розалия Гуза, 16 апреля 1870). Её муж погиб 6 августа 1870 года в результате несчастного случая (на него наехал вагон конки), и Эмили власти отказали в получении наследства, так что она оказалась в крайне стеснённых финансовых условиях. Она жила короткое время в Дрездене, Берлине, Рудольштадте и Кёльне. В 1875 году, когда её брат Баргаш, ставший к тому времени султаном Занзибара, был с визитом в Лондоне, она попыталась встретиться с ним и обсудить возможность возвращения её имущества на Занзибаре, но эта просьба была отклонена. Тогда Бисмарк попробовал использовать Эмили Рюте для усиления территориальных претензий Германии в Восточной Африки, и дважды, в 1885 и 1888 году, она путешествовала на Занзибар в сопровождении немецкой охраны. Однако Баргаш не только отклонил все её притязания, но даже отказался с ней встретиться. После подписания Занзибарского договора, по которому Занзибар попадал в сферу интересов Великобритании, правительство Германии потеряло к Эмили Рюте всякий интерес.
Отчасти для решения финансовых проблем, она издала свою первую книгу воспоминаний Memoiren einer arabischen Prinzessin («Воспоминания арабской принцессы»), которая была издана в Германии в 1886 году, а позже переведена на английский и опубликована также в Великобритании и США. Это первая известная автобиография арабской женщины. Кроме доходов от книги, Эмили Рюте зарабатывала на жизнь, давая уроки арабского. В 1898 году она вместе с сыном отправилась в Бейрут, где работала сотрудником консульства Германии, и затем до 1914 года регулярно предпринимала длительные путешествия на Ближний Восток. В 1922 году, после того, как умерли все её братья и сёстры, султан Занзибара Халифа ибн Харуб ибн Тувайни установил ей небольшое постоянное пособие. С 1920 года Эмили жила в Йене у родителей мужа одной из её дочерей. Она умерла в 1924 году в Йене и похоронена в Гамбурге на Ольсдорфском кладбище.
В 1992 году были опубликованы её письма.
В Каменном городе открыта и действует музейная экспозиция, посвящённая Эмили Рюте.